# Bremsenverschleißanzeige
Eine Bremsenverschleißanzeige wird verwendet, um den Fahrer eines Fahrzeugs darauf hinzuweisen, dass der Bremsbelag ausgetauscht werden muss. Der Haupteinsatzbereich ist bei Kraftfahrzeugen mit mehr als drei Rädern. Bremsenverschleißanzeigen sind jedoch auch für Bremsbeläge in industriellen Anwendungen, einschließlich Windkraftanlagen und Kränen, nützlich.
Dieser Artikel bezieht sich auf Scheibenbremsen als Beispiel, aber das Prinzip ist das gleiche für andere Arten von Reibungsbremsen.

## Arten von Indikatoren
Es gibt verschiedene Arten von Verschleißanzeigern für Bremsbeläge:
- Optische Inspektion: Das Belagmaterial weist eine Nut auf. Ist der Belag soweit abgenutzt, dass die Nut nicht mehr sichtbar ist, soll er ersetzt werden. Erfordert eine Sichtprüfung der Beläge.
- Akustischer Hinweis: Ein metallisches Element berührt die Bremsscheibe und verursacht ein Geräusch, wenn der Belag bis zum gewünschten Niveau abgenutzt ist.[3][4]
- Elektrisch In das Belagmaterial ist ein Metallkörper eingebettet, der mit dem Rotor in Kontakt kommt, wenn der gewünschte Verschleißgrad erreicht ist. Dies führt zum Aufleuchten einer Anzeige im Kombiinstrument.:[5]
- Positionssensor: Ein Sensor, der die Position der Bremsmechanik misst und dem Fahrer anzeigt, wenn die gewünschte Position erreicht ist.[6]

Von den oben genannten Alternativen sind die ersten drei einfach und günstig. Ihre Lebensdauer entspricht der Lebensdauer des Bremsbelags. 
Ein Positionssensor ist teurer. Der Sensor wird so ausgelegt, dass er die vorgesehene Lebensdauer des Fahrzeugs übersteht. Er wird überwiegend bei schweren Nutzfahrzeugen eingesetzt.